# Ochrona przeciwporażeniowa wzmocniona
Ochrona przeciwporażeniowa wzmocniona – środki ochrony przeciwporażeniowej w urządzeniach elektrycznych zapewniające ochronę przeciwporażeniową podstawową i przy uszkodzeniu izolacji.
Środki ochrony wzmocnionej to:
- izolacja wzmocniona
- separacja ochronna wzmocniona
- źródło prądu ograniczonego
- urządzenie ochronne impedancyjne